# مرعة رمادية الصدر
مرعة رمادية الصدر (الاسم العلمي: Laterallus exilis) هو نوع من فصيلة مرعة.